# Khenemetneferhedjet II
Khenemetneferhedjet II Ueret (ẖnm.t nfr-ḥḏ.t-Wrt, "unida amb la corona blanca") va ser una reina egípcia de la XII Dinastia. Era una de les esposes del rei Senusret III.

## Notícies
Va ser una de les quatre esposes conegudes de Senusret III, les altres tres eren Meretseger, Neferthenut i possiblement també Sithathoriunet.
El seu nom també era un títol de reina utilitzat a l'època: khenemetneferhedjet significa "unida amb la corona blanca"; el seu nom addicional, Ueret, significa "gran" o "el vell". Se l'esmenta a dues de les estàtues del seu marit (avui exposades al Museu Britànic de Londres i al Museu Egipci del Caire, respectivament. La que es troba al Caire es va trobar a Heracleòpolis.
Va ser enterrada a la piràmide IX del complex piramidal de Dashur, on es van trobar les seves joies el 1994.

## Títols
Els seus títols coneguts eren:
- Dona del Rei
- Gran del ceptre.